# Костюрино (Ярославская область)
Костюрино  — деревня в Мышкинском районе Ярославской области России. Входит в Охотинское сельское поселение (Охотинский сельский округ).

## География
Деревня расположена на левом, западном берегу реки Юхоть, в её нижнем течении. Ниже её по течению реки на левом берегу находится деревня Коровино. Она расположена к востоку от федеральной трассы Р104. Дорога из Костюрино к федеральной трассе следует вдоль левого берега Юхоти и выходит к ней южнее моста через Юхоть. Деревня стоит севернее небольшого ручья, отделяющего от Костюрино деревню Раменье. Река Юхоть в данном месте существенно расширена за счет вод Рыбинского водохранилища, выше Костюрино на Юхоти имеется небольшой остров. На противоположном правом берегу стоит деревня Антеплево. На топокарте в деревне Костюрино обозначен причал .

## Население
| 1859 | 1914 | 2007 | 2010 |
| ---- | ---- | ---- | ---- |
| 111  | ↘95  | ↗99  | ↘91  |

Согласно результатам переписи 2002 года, в национальной структуре населения русские составляли 99 % из 110 жителей.
На 1 января 2007 года в деревне Костюрино числилось 99 постоянных жителей . Почтовое отделение, находящееся в селе Охотино, обслуживает в деревне дома на двух улицах: Береговая и Садовая.

## Достопримечательности
В деревне находится ныне действующая церковь Климента, папы Римского (настоятель отец Владимир), построенная в 1779 году.